# カテキズム
カテキズム (英語: catechism  [ˈkætəˌkizəm])は、キリスト教の教理をわかりやすく説明した要約ないし解説の事で、伝統的には洗礼や堅信礼といったサクラメントの前に行われる入門教育(catechesis)で用いられる。文体は問答形式をとることが多い。
カテキズムは歴史的にはもともとギリシャ・ローマの秘教会(英語版)、とくにミトラ教において秘密の教えを授ける為に用いられていたが、キリスト教においても類似の体裁のものを用いるようになった。
古代ギリシア語: κατηχισμός カテーキズモス は、動詞 κατηχέω カテーケオー に由来する。κατηχέω は κατά カタ（下へ）と ηχέω エーケオー（音がする・響く）から構成される語で、文字通りには「下へ向かって鳴る」だが、 「（口頭で）教える・知らせる」という意味になる。
問答形式をとる事が多いため「教理問答」「信仰問答」などが日本語の定訳となっているが、語義的には問答体である必要はなく、実際に問答体ではない例も存在する。今日の問答体によるカテキズムは西方教会（カトリック教会のカテキズム）で成立し、近代以降おもにロシア正教会を中心として東方教会でも用いられた。
なお、日本のカトリック教会では、第2バチカン公会議以前は「公教要理」の訳語が用いられていた。一方、日本正教会では「正教要理」、日本聖公会では「教会問答」と呼ばれる。

## 歴史
初期のキリスト教会は洗礼志願者に基礎教理を教えることを「カテーケーシス」、そのための指導要項を「カテーキズモス」と呼んだ。これが、カテキズムの原型である。4世紀以降のギリシア教父の著述などに、洗礼志願者のための指導の書が現存する。
中世初期には教会の体裁が整い、幼児洗礼が慣例的に行われ住民全員がキリスト教徒であることが自明となった。堅信が洗礼と別個に行われた西方教会においては、堅信を迎える少年少女に教理教育を施すため、また宗教改革以降に多くの様々な教派が成立して後は、各々の教派ごとの教えを確定・教育するために、カテキズムが用いられた。特に万人祭司の思想を掲げ、一般信徒への宗教教育を重視したプロテスタントは、その初期から優れたカテキズムを生んだ。その効果は対抗改革を推進中のカトリック教会の目にも留まり、カトリックもまたカテキズムを再発見し、今日に到るまで、多くの教派で様々なレベルのカテキズムが作成されつづけている。

## 歴史的に著名なカテキズム
- 教理講義（4世紀、エルサレムのキュリロス）[4]
- 大教理問答（マルティン・ルター）
- 小教理問答（マルティン・ルター）
- 信仰の手引き（ジャン・カルヴァン）
- ジュネーブ信仰問答（ジャン・カルヴァン）
- ハイデルベルク信仰問答（改革派）
- ウェストミンスター大教理問答（長老派）
- ウェストミンスター小教理問答（長老派）
- 正教訓蒙（正教会、フィラレート (モスクワ府主教)著、明治19年版の邦訳あり[5]）

### 日本語のカテキズム
- CATECHISMVS CHRISTIANAE FIDEI IN QVO CWEIRAS noftrae religionis oflenditur, &fecitae Iaponenses confutantur, editus a Patre Alexandro Valignano Societatis IESV.（イエズス会 1586年）
- 屏風文書（上記文書の日本語原本,断簡 1586年）
- どちりいなきりしたん（カトリック 1591年）
- どちりなきりしたん（カトリック 1600年）
- 公教要理（天主公教会（カトリック） 1896年[6]、カトリック中央協議会編集・中央出版発行 1952年[7]）
- カトリック要理（カトリック中央協議会（カトリック）1972年）
- 聖ピオ十世公教要理詳解（精道教育促進協会（カトリック）1974年）
- カトリック教会のカテキズム（カトリック中央協議会（カトリック）2002年）
- 日本基督教団信仰問答（日本基督教団）
- 雪ノ下カテキズム（加藤常昭）
- 正教要理問答（松本高太郎訳 正教会事務所 1896年[8] ）
- 正教要理（日本ハリストス正教会教団 1980年）
- 教会問答（『日本聖公会祈祷書』に収録。日本聖公会 1990年）
- シリア正教カテキズム（シリア正教会、総主教エフライムⅠバルソウム 1999年[9]）
- 聖書の教理（福音派 尾山令仁 2003年新版）